# Chalk Outline
«Chalk Outline» (англ. Крейдовий контур) — перший сингл четвертого студійного альбому канадського рок-гурту Three Days Grace — «Transit of Venus». В США пісня вийшла 14 серпня 2012.

## Список пісень
| Стандартний сингл | Стандартний сингл | Стандартний сингл                                                 | Стандартний сингл |
| #                 | Назва             | Автор                                                             | Тривалість        |
| ----------------- | ----------------- | ----------------------------------------------------------------- | ----------------- |
| 1.                | «Chalk Outline»   | Адам Гонтьє, Ніл Сандерсон, Бред Волст, Баррі Сток, Craig Wiseman | 3:02              |
| 3:02              |                   |                                                                   |                   |

## Чарти
| Чарт (2012)                                   | Місце |
| --------------------------------------------- | ----- |
| U.S. Billboard Bubbling Under Hot 100 Singles | 6     |
| U.S. Billboard Mainstream Rock                | 1     |
| U.S. Billboard Rock Songs                     | 7     |
| U.S. Billboard Alternative Songs              | 15    |
| Canada (Canadian Hot 100)                     | 65    |
| Canada (Canadian Rock Songs)                  | 2     |

## Продажі
| Регіон        | Сертифікація (таблиця продажів та сертифікатів) |
| ------------- | ----------------------------------------------- |
| Канада (CRIA) | Золото (+40 000 копій)                          |
| США (RIAA)    | Золото (+500 000 копій)                         |